# 사오마이
사오마이, 또는 시우마이 (중국어 간체자: 烧卖, 정체자: 燒賣, 한어 병음: shāomài, 월병: siu1 maai6*2)는 밀가루 반죽에 다진 돼지고기를 넣고 꽃 모양으로 빚어 쪄서 만드는 중국의 만두류 음식이다. 광둥 요리의 한가지며, 딤섬의 일종이다.
사오마이는 표준 중국어에 따른 발음으로 광둥어로는 "시우마이"에 유사하게 발음한다. 일본에서도 광둥어 발음을 반영하여 슈마이(일본어: 焼売 shūmai[*])란 이름으로 알려져 있다.
명나라와 청나라 당시에 남몽골 지역에서 유래된 것으로 알려져있으며, 이후 베이징, 산시성, 광둥성, 산둥성, 저장성, 장쑤성 등으로 전래되었다. 각 지역에 따라 요리법 및 재료에 차이가 있으며, 광둥 요리가 세계적으로 인기를 얻은 뒤에는 주로 광둥 성에서 유래한 요리법이 알려지게 되었다.
다진 돼지고기, 작은 새우 혹은 다져낸 새우, 표고, 파 등으로 소를 만두 위에 올려서 만드는 만두의 한 종류이다. 한국에서는 새우를 다져넣고 위에 새우를 올려 토핑한 새우 사오마이가 가장 널리 알려져있다.

## 중국 내 종류

### 광둥식 시우마이

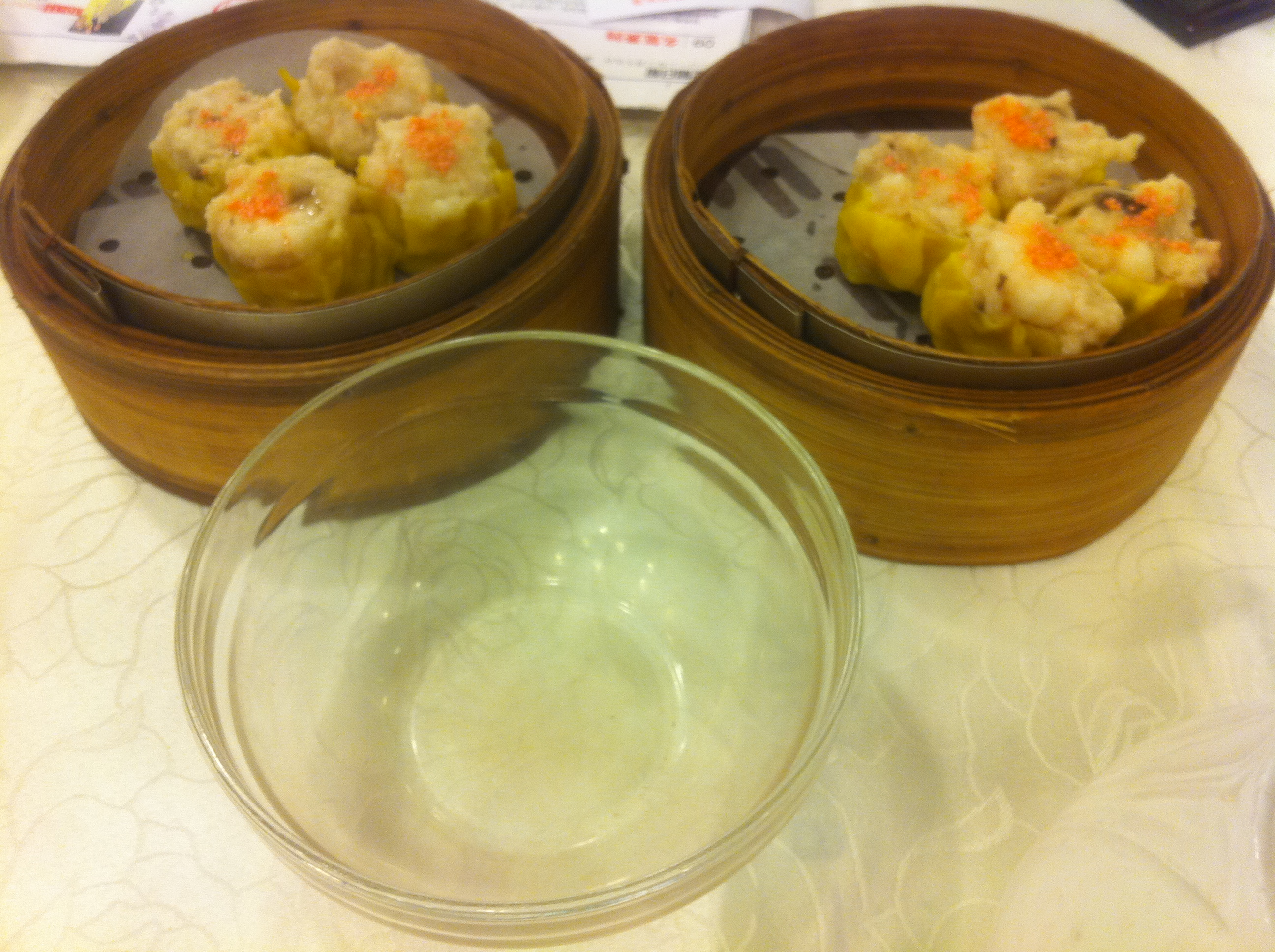
광둥식 게 알 시우마이

광둥식 시우마이(廣東燒賣)는 광둥성의 남동부 지방에서 만들어지는 사오마이로, 가장 많이 알려져 있고 다양한 종류를 가지고 있다. 가장 보편적인 조리법으로는, 다진 돼지고기, 작은 새우 혹은 다져낸 새우, 표고, 파 등으로 소를 만든다. 만두 위에 얻는 재료로 완두콩으로 사용할 수도 있지만, 게 알이나, 깍뚝썰기한 당근으로 사용할 수도 있다.
생선류를 다진 것을 이용한 시우마이는 홍콩에서 길거리 음식으로 인기가 높으며, 달콤한 간장 소스와 고추 기름에 찍어 먹는다.

### 후허하오터 사오마이
후허하오터 사오마이는 남몽골의 후허하오터 지역에서 만들어지는 사오마이이로, 사오마이의 원형으로 알려져 있다.
피는 매우 얇고 둥글며, 부풀리지 않는 반죽으로 만들고, 테두리는 주름지게 만든다. 소는 주로 다진 양고기를 중심으로 하여 파나 생강도 곁들인다. 후허하오터 사오마이는 파와 생강을 많이 사용하여, 독특한 향과 함께 약간의 매운 맛을 지닌다. 소는 피의 중앙부에 놓고, 피를 느슨하게 감싸면서 상단을 꽃 모양에 가깝게 만든다. 이후 쪄내거나 구워내어 조리한다. 후허하오터 사오마이는 주문시 식초, 차와 함께 제공되는데, 이는 기름기를 많이 함유한 것 때문이다.

### 후난 국화 사오마이
국화 사오마이라고 부르며, 후난성의 창사 지역에서 만들어지는 사오마이이다. 윗부분의 달걀 노른자 부분이 국화 꽃잎 모양을 닮아 지어졌다. 고추를 넣어 매운 맛이 나며, 반투명한 피로 이루어져있다. 소는 찹쌀, 다진 돼지고기, 새우, 버섯류, 죽순, 양파로 구성된다.

### 장난 사오마이
장난 사오마이는 장난(江南, 장강 이남의 상하이에서 난징에 이르는 지역) 지역에서 제조되는 사오마이로, 광둥식 사오마이보다 더 큰 피를 사용하기 때문에, 광둥식 사오마이보다 전체적으로 큰 형태이다. 소는 쭝쯔와 유사하며, 강장과 사오싱주같은 중식 미주, 찹쌀에 절인 돼지고기 조각, 쪄놓은 돼지 비계를 사용한다.

### 위구르식 사오마이
위구르식 사오마이는 중국 북서부의 신장 위구르 자치구를 중심으로 퍼진 사오마이이다. 위구르식 사오마이는 북부와 남부에 따라 재료와 조리법에서 약간의 차이를 보인다. 북부에서는 양고기와 쇠고기, 양파, 무를 소로 사용하는 반면, 남부에서는 양고기와 쇠고기에 적은 양의 찹쌀을 첨가한다. 다진 양고기 갈비살에 약간의 지방을 포함하는 것이 가장 이상적이다.

### 장시 이펑 사오마이
장시 이펑 사오마이는 남동쪽의 장시성에서 널리 퍼진 것으로, 이펑 사오마이(宜丰燒賣)라고도 부른다. 다진 돼지고기, 빵가루, 참깨 가루, 갈아낸 후추 및 설탕을 섞어 독특한 맛을 낸다. 이 사오마이는 중국 신년 행사 기간 동안에 먹는 음식으로 인기가 높다.

### 상하이 사오마이
상하이 사오마이(上海燒賣)는 다진 돼지고기, 쇠고기, 새우, 양배추, 버섯, 찹쌀, 양파 등을 소로 만든 사오마이이다.

## 중국 외의 종류

### 일본식 슈마이
일본식 슈마이（일본어: 焼売 shūmai[*]）는 돼지고기를 중심으로 하며, 새우 및 쇠고기 간 것을 사용하기도 한다. 여기에 다진 양파도 추가되고, 윗부분에 녹색 콩을 넣는다. 1950년대에 일본의 냉동 식품 제조사인 일본냉장주식회사(日本冷蔵株式会社, 현 니치레이)의 개발자가 학교 급식용으로 숏케잌(en:Shortcake)의 딸기를 이미지화하여 고안한 것으로 알려져 있다.

### 인도네시아식 시오마이

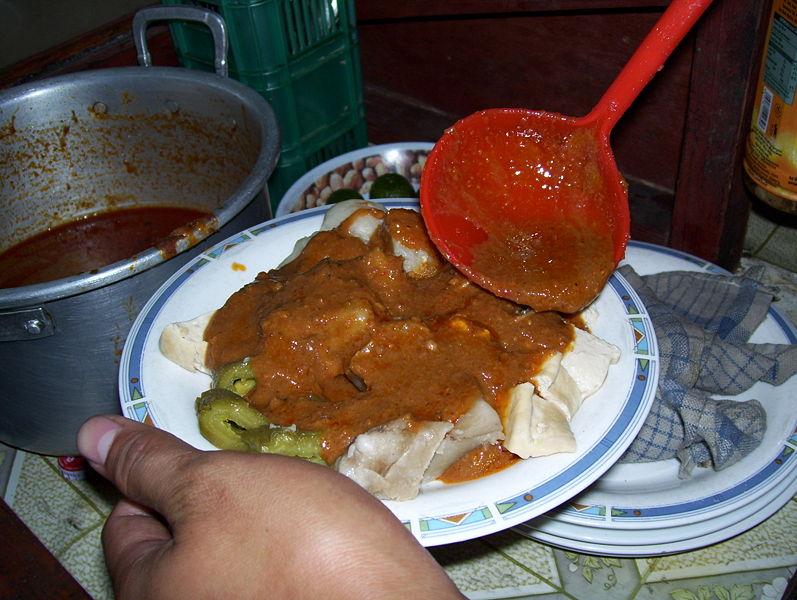
땅콩 소스를 끼얹은 인도네시아식 시오마이

시오마이(Siomay, siomai) 또는 소마이(somay)는 인도네시아식으로 변형된 사오마이이다. 찐 감자, 두부, 삶은 계란, 찐 여주, 양배추 등의 대료를 채썬 것을 곁들이며, 땅콩 소스나 케찹 마니스(단 맛의 간장)을 끼얹어낸다. 무슬림 인구가 많은 인도네시아에서, 돼지고기 시오마이는 매우 드물고, 생선을 주로 사용하며, 꼬치삼치나 점다랑어(Mackerel Tuna)를 주로 사용한다. 이 형태는 서방에서 덜 알려져 있다.

### 필리핀식 시오마이

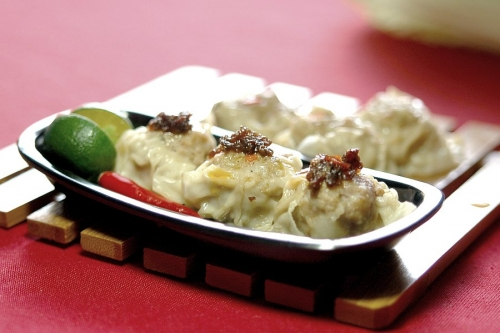
칼라만시와 siling labuyo를 곁들인 필리핀식 시오마이

시오마이(siomai) 또는 시요마이(세부아노어·타갈로그어: siyomay)는 갈아 놓은 돼지고기, 쇠고기, 새우 중 하나를 사용하며, 녹색 완두콩, 당근과 함께 만두피에 싸여 있는 형태이다. 보통은 쪄 놓으나, 튀겨서 내놓기도 한다. 일반적으로 칼라만시(calamansi, 필리핀식 라임)을 짜낸 주스와 간장에 담가내고, 간혹 고추-마늘 기름도 추가되기도 한다.

## 같이 보기
- 만터우
- 자오쯔
- 훈툰
- 궈톄
- 소를 넣은 피